# لی لیم سینگ
لی لیم سینگ (انگلیسی: Lee Lim-saeng؛ زادهٔ ۱۸ نوامبر ۱۹۷۱) یک بازیکن فوتبال اهل کره جنوبی است.
وی همچنین در تیم‌های ملی فوتبال کره جنوبی کره جنوبی کره جنوبی بازی کرده‌است.